# イギリスの列車運行会社一覧
イギリスの列車運行会社一覧（いぎりすのれっしゃうんこうがいしゃいちらん）は、イギリスの鉄道において列車の運行を行っている事業者の一覧である。
イギリスの1994年のイギリス国鉄の民営化では、列車運行部門とインフラ管理部門をそれぞれ別会社が担当する上下分離方式が採用された。旅客列車はフランチャイズ制度のもと、複数の列車運行会社（Train Operating Company、TOC）により運行されている。また、貨物列車は貨物輸送会社（Freight Operating Company、FOC）によって運行されている。
列車運行会社については民営化以降存在したすべての事業者、貨物輸送会社については現存する事業者を対象とした。

## 列車運行会社

### 現行
- c2c
- TfLレール
- アヴァンティ・ウェスト・コースト
- アベリオ・グレーター・アングリア
- アベリオ・スコットレール
- イースト・ミッドランズ・レールウェイ
- ウェスト・ミッドランズ・トレインズ
- カレドニアン・スリーパー
- グランド・セントラル（オープンアクセス）
- グレート・ウェスタン・レールウェイ（旧ファースト・グレート・ウェスタン）
- クロスカントリー
- ゴヴィア・テムズリンク・レールウェイ
  - テムズリンク
  - グレート・ノーザン
  - サザン
  - ガトウィック・エクスプレス
- サウスイースタン（3代）
- サウス・ウェスタン・レールウェイ
- チルターン・レールウェイズ
- トランスペナイン・エクスプレス
- トランスポート・フォー・ウェールズ
- ノーザン・トレインズ
- ヒースロー・エクスプレス（オープンアクセス）
- ハル・トレインズ（オープンアクセス）
- マージーレール
- ユーロスター（オープンアクセス）
- ルモ（オープンアクセス）
- ロンドン・オーバーグラウンド
- ロンドン・ノース・イースタン・レールウェイ

### 消滅
- wagn
- アイランド・ライン
- アリーヴァ・トレインズ・ウェールズ
- アリーヴァ・トレインズ・ノーザン
- アリーヴァ・トレインズ・マージーサイド
- アリーヴァ・レール・ノース
- アングリア・レールウェイズ
- イースト・コースト
- イースト・ミッドランズ・トレインズ
- ヴァージン・クロスカントリー
- ヴァージン・トレインズ
- ヴァージン・トレインズ・イースト・コースト
- ヴァリー・ラインズ
- ウェールズ・アンド・ウェスト
- ウェールズ・アンド・ボーダーズ
- ウェセックス・トレインズ
- ガトウィック・エクスプレス
- グレート・ウェスタン・トレインズ
- グレート・ノース・イースタン・レールウェイ
- コネックス・サウス・セントラル
- コネックス・サウス・セントラル
- コネックス・サウス・イースタン
- サウスイースタン（初代）
- サウスイースタン（2代）
- サウスウェスト・トレインズ
- シルバーリンク
- スコットレール
- セントラル・トレインズ
- テムズトレインズ
- テムズリンク
- トランスポート・フォー・ウェールズ・レール・サービシス
- ナショナル・エクスプレス・イースト・コースト
- ナショナル・エクスプレス・イースト・アングリア
- ノーザン・スピリット
- ノーザン・レール
- ヒースロー・コネクト（オープンアクセス）
- ファースト・キャピタル・コネクト
- ファースト・グレート・イースタン
- ファースト・グレート・ウェスタン・リンク
- ファースト・スコットレール
- ファースト・トランスペナイン・エクスプレス
- ファースト・ノース・ウェスタン
- マージーレール・エレクトロズ
- ミッドランド・メインライン
- レクサム&シュロップシャー
- ロンドン・ミッドランド

### 運行開始予定
- スコットレール・トレインズ

## 貨物輸送会社
- DBシェンカー・レール - 旧イングランド・ウェルシュ・スコティッシュ鉄道 (EWS)
- GB・レールフレート
- コーラスレール
- ダイレクト・レール・サービス
- フレイトライナー・グループ
- メンディップ・レール
- ユーロポルテ・チャネル